# Pamětní cena Emila Hertzky
Pamětní cena Emila Hertzky, německy Emil-Hertzka-Gedächtnispreis je ocenění pojmenované po řediteli hudebního vydavatelství Universal Edition, Emilu Hertzkovi. Ocenění bylo založeno po jeho smrti roku 1932. V porotě ceny propůjčované v letech 1933 až 1937 byli skladatelé jako Alban Berg, Anton Webern nebo Ernst Křenek.

## Ocenění v oboru skladba
1933
- Otto Jokl za svůj první smyčcový kvartet op. 25
- Ludwig Zenk za svou první klavírní sonátu op. 1 v jedné větě
- Norbert von Hannenheim za svou pátou symfonii
- Roberto Gerhard

1934
- Otto Jokl za svou Orchestrální suitu op. 26
- Viktor Ullmann za orchestrální zpracování Variací, fantazie a dvojfugy na malý klavírní kus Arnolda Schönberga
- Josef Matthias Hauer
- Čestné uznání získali Luigi Dallapiccola a Paul Dessau

1936
- Viktor Ullmann za operu "Der Sturz des Antichrist" op. 9[1]
- Will Eisenmann za operu „Der König der dunklen Kammer“ op. 12

1937
- Hans Erich Apostel za své Requiem op. 4
- Karl Amadeus Hartmann za kantátu „Friede Anno '48“